# Doñana Norte y Oeste
Doñana Norte y Oeste este o arie protejată (arie specială de conservare — SAC, sit de importanță comunitară — SCI) din Spania întinsă pe o suprafață de 18.587,36 ha, integral pe uscat.

## Localizare
Centrul sitului Doñana Norte y Oeste este situat la coordonatele 37°12′38″N 6°34′04″W / 37.2106°N 6.5679°V.

## Înființare
Situl Doñana Norte y Oeste a fost declarat sit de importanță comunitară în decembrie 2003 pentru a proteja 9 specii de plante și 90 de specii de animale. Situl a fost protejat și ca arie specială de conservare în august 2016.

## Biodiversitate
Situată în ecoregiunile marină Atlantică și mediteraneană, aria protejată conține 22 de habitate naturale: Tufărișuri termo-mediteraneene și de pre-deșert, Dehesas cu Quercus spp. perene, Râuri mediteraneene cu debit intermitent, cu specii de Paspalo-Agrostidion, Pajiști uscate europene, Galerii de Salix alba și de Populus alba, Mlaștini calcaroase cu Cladium mariscus și specii de Caricion davallianae, Fânețe de joasă altitudine (Alopecurus pratensis, Sanguisorba officinalis), Dune împădurite cu Pinus pinea și/sau Pinus pinaster, Pseudostepă cu ierburi și specii anuale de Thero-Brachypodietea, Terase mlăștinoase și terase nisipoase neacoperite de apă la reflux, Dune cu vegetație ierboasă Malcolmietalia, Dune fixe decalcificate atlantice (Calluno-Ulicetea), Păduri termofile cu Fraxinus angustifolia, Dune cu tufărișuri sclerofile Cisto-Lavenduletalia, Păduri de Quercus suber, Estuare, Păduri de Olea și Ceratonia, Iazuri temporare mediteraneene, Păduri de Quercus ilex și Quercus rotundifolia, Pajiști umede mediteraneene cu ierburi înalte de Molinio-Holoschoenion, Râuri mediteraneene cu debit permanent cu specii de Paspalo-Agrostidion și galerii riverane de Salix și de Populus alba, Galerii și tufărișuri riverane sudice (Nerio-Tamaricetea și Securinegion tinctoriae).
La baza desemnării sitului se află mai multe specii protejate:
- plante (9): Armeria velutina, Gaudinia hispanica, Linaria tursica, Marsilea strigosa, Micropyropsis tuberosa, Narcissus cavanillesii, Plantago algarbiensis, Riella helicophylla, Silene mariana
- păsări (83): uliu porumbar (Accipiter gentilis), fluierar de munte (Actitis hypoleucos), pescăruș albastru (Alcedo atthis), rață sulițar (Anas acuta), rață pitică (Anas crecca), rață mare (Anas platyrhynchos), gâscă cenușie (Anser anser), Aquila adalberti, stârc cenușiu (Ardea cinerea), stârc roșu (Ardea purpurea), stârc galben (Ardeola ralloides), ciuf de câmp (Asio flammeus), rață-cu-cap-castaniu (Aythya ferina), rața moțată (Aythya fuligula), buha (Bubo bubo), pasărea ogorului (Burhinus oedicnemus), șorecarul comun (Buteo buteo), ciocârlie-cu-degete-scurte (Calandrella brachydactyla), caprimulg (Caprimulgus europaeus), Caprimulgus ruficollis, prundăraș de sărătură (Charadrius alexandrinus),  prundaș gulerat mic (Charadrius dubius), barză albă (Ciconia ciconia), barză neagră (Ciconia nigra), șerpar (Circaetus gallicus), erete de stuf (Circus aeruginosus), erete vânăt (Circus cyaneus), erete cenușiu (Circus pygargus), porumbel gulerat (Columba palumbus), dumbrăveancă (Coracias garrulus), prepeliță (Coturnix coturnix), ciocănitoare pestriță mare (Dendrocopos major), egretă mică (Egretta garzetta), Elanus caeruleus, șoim de iarnă (Falco columbarius), Falco naumanni, șoim călător (Falco peregrinus), șoimul rândunelelor (Falco subbuteo), Fulica cristata, Galerida theklae, becațină comună (Gallinago gallinago), găinușă de baltă (Gallinula chloropus), ciovlica roșcată (Glareola pratincola), cocor (Grus grus), vulturul pleșuv sur (Gyps fulvus), acvilă pitică (Hieraaetus pennatus), stârc pitic (Ixobrychus minutus), capîntortură (Jynx torquilla), pescăruș negricios (Larus fuscus), pescăruș râzător (Larus ridibundus), sitar de mâl (Limosa limosa), ciocârlie de pădure (Lullula arborea), rață fluierătoare (Mareca penelope), rață pestriță (Mareca strepera), Marmaronetta angustirostris, ciocârlie de bărăgan (Melanocorypha calandra), prigoare (Merops apiaster), gaia neagră (Milvus migrans), gaia roșie (Milvus milvus), rață cu ciuf (Netta rufina), stârc de noapte (Nycticorax nycticorax), ciuf-pitic (Otus scops), Oxyura leucocephala, viespar (Pernis apivorus), lopătar (Platalea leucorodia), ploier argintiu (Pluvialis squatarola), corcodel mare (Podiceps cristatus), corcodel-cu-gât-negru (Podiceps nigricollis), Porphyrio porphyrio porphyrio, Pterocles alchata, cristei de baltă (Rallus aquaticus), sitar de pădure (Scolopax rusticola), Spatula clypeata, rață cârâitoare (Spatula querquedula), turturică (Streptopelia turtur), silvie de tufiș (Sylvia undata), corcodel mic (Tachybaptus ruficollis), spârcaci (Tetrax tetrax), fluierar de mlaștină (Tringa glareola), fluierarul de zăvoi (Tringa ochropus), fluierarul cu picioare roșii (Tringa totanus), pupăză (Upupa epops), nagâț (Vanellus vanellus)
- amfibieni (1): Discoglossus galganoi
- mamifere (3): vidră de râu (Lutra lutra), râs iberic (Lynx pardinus), liliacul mic cu potcoavă (Rhinolophus hipposideros)
- reptile (3): țestoasa de baltă (Emys orbicularis), Mauremys leprosa, Testudo graeca

Pe lângă speciile protejate, pe teritoriul sitului au mai fost identificate 29 de specii de plante, 12 specii de păsări, 9 specii de amfibieni, 6 specii de mamifere, 13 specii de reptile.